# Winchendon (Massachusetts)
Winchendon – miasto w Stanach Zjednoczonych, w stanie Massachusetts, w hrabstwie Worcester.